# Manilaschläfergrundel
Die Manilaschläfergrundel (Giuris margaritacea, Syn.: Ophieleotris aporos Bleeker, 1854) ist ein maximal 23 Zentimeter lang werdender Fisch aus der Familie der Schläfergrundeln (Eleotridae).

## Verbreitung
Die Fische leben im Raum des tropischen Indopazifik, von Madagaskar über Südostasien, bis nach Neuguinea, im Norden Australiens, Melanesien und Palau. Larven leben im Meer, ausgewachsene Tiere in Süßgewässern. Sie bevorzugen Biotope mit dichtem Pflanzenwachstum.

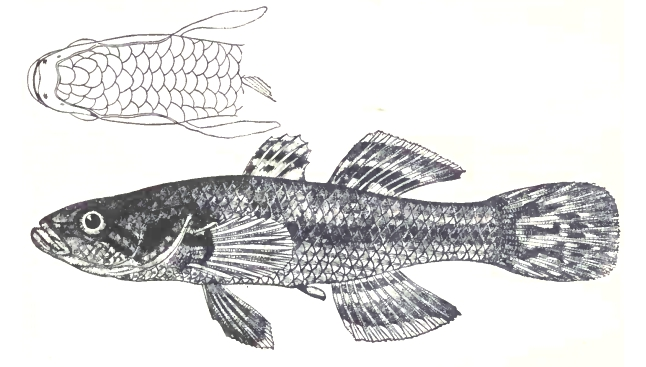
Zeichnung nach Herre 1910

## Merkmale
Die Manilaschläfergrundel ist eine relativ große, gedrungen wirkende Grundel mit zylindrischem Rumpf und einem dorsal abgeflachten Kopf. In der Regel ist sie grünbraun gefärbt, acht bis zehn dunklen Streifen an den Seiten und einem dunklen Fleck an der Brustflossenbasis. Die untere Kopfhälfte ist braun oder gelblich mit drei bis vier dunkelbraunen bis rötlichen Streifen, die strahlenförmig vom unteren Teil des Auges ausgehen.
- Flossenformel: Dorsale 1 VI, Dorsale 2 I/8–9, Anale I/9, Pectorale 14–15.
- Schuppenformel: mLR 31–40, QR 12–14, ca. 15 Schuppen vor der Dorsale.

## Ernährung
Die Schläfergrundeln leben omnivor von Würmern, Insektenlarven, kleinen Krebstieren sowie von Algen und anderen Wasserpflanzen.